# Catenicella gracilenta
Catenicella gracilenta is een mosdiertjessoort uit de familie van de Catenicellidae. De wetenschappelijke naam van de soort is voor het eerst geldig gepubliceerd in 1885 door MacGillivray.